# Лотофаги
Лотофа́ги (др.-греч. Λωτοφάγοι — «поедающие лотосы») — в древнегреческой мифологии — народ, живший на острове в Северной Африке и находившийся под властью дерева лотоса. В переносном значении «лотофагами» называют людей, ищущих забвения.

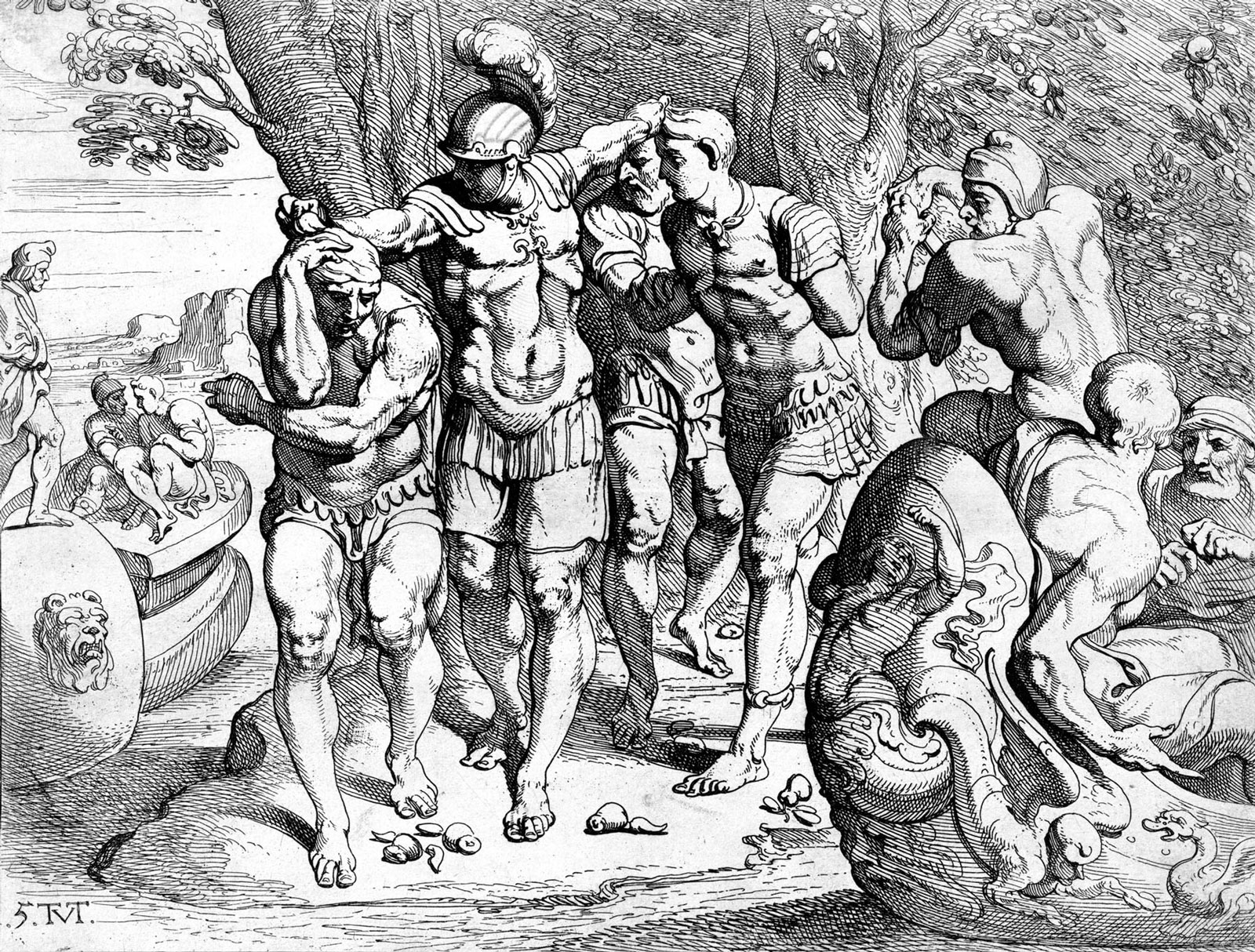
Одиссей уводит своих людей от компании лотофагов.

Гомер в IX песне «Одиссеи» рассказывает, что они питались плодами лотоса, дававшими забвение тому, кто их отведает. Гомеровский лотос — это либо «цветок — египетская Nymphaea stellata, либо дерево — североафриканский Ziziphus lotus». В «Одиссее» IV 603 это цветок, а в IX 93 — дерево.
Действительно, по берегам Малого Сирта встречается во множестве это растение, из которого туземцы выделывают род вина и готовят пищу. В историческое время жители этой области вели оживлённую торговлю с соседними племенами. Из их страны «шла дорога в Египет».
Их упоминает Геродот в описании Ливии. Их землёй обычно считали Менингу в Малом Сирте, где показывали алтарь Одиссея и плод лотоса. На этот остров высаживались римляне в 252 г. до н. э. По другим сведениям, лотофаги жили близ Акраганта и Камарины.
Остров лотофагов ассоциировался с препятствием в виде удовольствий, с которым сталкивались путешественники.

## В культуре
- Альфред Теннисон, «Вкушающие лотос»
- О. Генри, «Короли и капуста»
- С. Моэм, «Вкусивший нирваны» (англ. «The Lotus Eater»)
- Дж. Джойс, «Улисс»

В фильмах
- «Перси Джексон и Похититель молний» — казино «Лотос»
- «Шпион, выйди вон!» — упоминается в связи с Джимом Прюдо (Марк Стронг)

В музыке
- Lotus Eaters — название американского дроун/эмбиент-проекта, одним из участников которого был Стивен О’Мелли.
- The Lotus Eaters[англ.] — английская new romantic группа. Образовалась в 1982 году в Ливерпуле.
- У американской группы Nevermore в альбоме 1999 года Dreaming Neon Black есть песня с названием The Lotus Eaters.
- У шведской группы Opeth на альбоме 2008 года Watershed есть песня под названием The Lotus Eater.
- Первоначальным названием группы Keane было The Lotus Eaters.
- The Lotus Eaters — одна из песен группы Dead Can Dance, последняя из записанных перед распадом и не вошедшая ни в один из альбомов. Позже — сборник кавер-версий песен этого проекта.
- Night of Lotus Eaters - песня из альбома Ника Кейва Dig, Lazarus, Dig!